# Aricia montiummagna
Aricia montiummagna är en fjärilsart som beskrevs av Ruggero Verity 1928. Aricia montiummagna ingår i släktet Aricia och familjen juvelvingar. Inga underarter finns listade i Catalogue of Life.